# 1987 في سوريا
فيما يلي قوائم الأحداث التي وقعت خلال عام 1987 في سوريا.

## سياسة

### تعيين في المنصب
- 1 نوفمبر – محمود الزعبي رئيس وزراء سوريا.

## أفلام
من الأفلام التي صدرت هذه السنة في سوريا:
- 1 يناير – المنام من إخراج محمد ملص.

## مواليد

### يناير
- 1 يناير – باسل السيد
- 1 يناير – جهاد الباعور لاعب كرة قدم سوري.
- 1 يناير – خالد أبو صلاح
- 8 يناير – إسماعيل مردنلي لاعب كرة قدم سوري.

### مارس
- 12 مارس – عمر عبد الرزاق لاعب كرة قدم سوري.

### أبريل
- 13 أبريل – زاهر ميداني لاعب كرة قدم سوري.
- 15 أبريل – قصي حبيب لاعب كرة قدم سوري.

### مايو
- 8 مايو – أحمد ديب لاعب كرة قدم سوري.
- 8 مايو – هادي العبدالله صحفي سوري.
- 15 مايو – فهد يوسف لاعب كرة قدم سوري.

### يونيو
- 26 يونيو – مريم الخواجة

## وفيات

### يناير
- 1 يناير – عمر رضا كحالة (مواليد 1905)

### مارس
- 7 مارس – يوسف الخال (مواليد 1917)

### أغسطس
- 29 أغسطس – عبد الله ناصح علوان (مواليد 1928)